# Скетино, Андрес
Эдга́рдо Андре́с Скети́но Я́нцев (исп. Edgardo Andrés Schetino Yancev; родился 26 мая 1994 года, Монтевидео, Уругвай) — уругвайский футболист, полузащитник клуба «Феникс».

## Клубная карьера
Скетино — воспитанник клуба столичного «Феникса». 17 августа 2013 года в матче против «Эль Танке Сислей» он дебютировал в уругвайской Примере. 29 марта 2015 года в поединке против столичного «Ривер Плейта» Андрес забил свой первый гол за «Феникс».
В начале 2016 года Скетино перешёл в итальянскую «Фиорентину». Для получения игровой практики он сразу же был отдан в аренду в «Ливорно», но за клуб так и не дебютировал. Летом того же года Андрес на правах аренды перешёл в испанскую «Севилью». Из-за высокой конкуренции все свои матчи он провёл за дублирующий состав клуба. По окончании аренды Скетино вернулся в «Фиорентину».

## Международная карьера
В 2015 году Скетино стал победителем Панамериканских игр в Канаде. На турнире он сыграл в матчах против Тринидада и Тобаго, Бразилии и дважды Мексики. В поединке против бразильцев Андрес забил гол.

## Достижения
Международные
 Уругвай (до 22)
- Панамериканские игры — 2015